# Pseudo-nitzschia
Genre
Les micro-algues du genre Pseudo-nitzschia sont des Diatomées de la famille des Bacillariaceae. Certaines espèces de ce genre produisent de l'acide domoïque, une neurotoxine responsable d'intoxications alimentaires (ASP pour Amnesic Shellfish Poisoning). Le premier cas connu d'intoxication à la suite de la consommation de coquillages contaminés remonte à 1987, à l'Île-du-Prince-Édouard.
Le genre est cosmopolite et fait l'objet de nombreuses études scientifiques depuis la crise de 1987. En France, le REPHY (Réseau de surveillance du phytoplancton et des phytotoxines) est chargé de sa surveillance dans les eaux côtières.
La prolifération des micro-algues du genre pseudo-nitzschia provoque régulièrement des interdictions de pêche aux coquillages. 

## Liste d'espèces
Selon AlgaeBase (14 déc. 2010) :
- Pseudo-nitzschia americana (Hasle) Fryxell
- Pseudo-nitzschia antarctica Manguin
- Pseudo-nitzschia arenysensis Quijano-Scheggia, Garcés, Lundholm
- Pseudo-nitzschia australis Frenguelli
- Pseudo-nitzschia brasiliana Lundholm, Hasle & G.A.Fryxell
- Pseudo-nitzschia caciantha Lundholm, Moestrup & Hasle
- Pseudo-nitzschia calliantha Lundholm, Moestrup & Hasle
- Pseudo-nitzschia cuspidata (Hasle) Hasle
- Pseudo-nitzschia decipiens Lundholm & Moestrup
- Pseudo-nitzschia delicatissima (Cleve) Heiden
- Pseudo-nitzschia dolorosa Lundhlom & Moestrup
- Pseudo-nitzschia fraudulenta (Cleve) Hasle
- Pseudo-nitzschia fraudulenta (Cleve) Hasle
- Pseudo-nitzschia galaxiae N.Lundholm & Ø.Moestrup
- Pseudo-nitzschia granii (G.R.Hasle) G.R.Hasle
- Pseudo-nitzschia granii (Hasle) Hasle
- Pseudo-nitzschia heimii Manguin
- Pseudo-nitzschia heimii Manguin
- Pseudo-nitzschia inflatula (G.R.Hasle) G.R.Hasle
- Pseudo-nitzschia linea Lundholm, Hasle & G.A.Fryxell
- Pseudo-nitzschia lineola (Cleve) Hasle
- Pseudo-nitzschia lineola (Cleve) Hasle
- Pseudo-nitzschia lineola lineola (Cleve) G.R.Hasle (Sans vérification)
- Pseudo-nitzschia mannii Amato & Montresor
- Pseudo-nitzschia micropora K.Priisholm, Ø.Moestrup & N.Lundholm
- Pseudo-nitzschia multiseries (Hasle) Hasle
- Pseudo-nitzschia multistriata (Takano) Takano
- Pseudo-nitzschia obtusa (Hasle) Hasle & Lundholm
- Pseudo-nitzschia prolongatoides (G.R.Hasle) G.R.Hasle
- Pseudo-nitzschia prolongatoides (Hasle) Hasle
- Pseudo-nitzschia pseudodelicatissima (Hasle) Hasle
- Pseudo-nitzschia pungens (Grunow ex Cleve) G.R.Hasle
- Pseudo-nitzschia pungiformis (G.R.Hasle) G.R.Hasle
- Pseudo-nitzschia seriata (Cleve) H.Peragallo (espèce type)
- Pseudo-nitzschia seriata (Cleve) H.Peragallo (espèce type)
- Pseudo-nitzschia subcurvata (G.R.Hasle) G.A.Fryxell
- Pseudo-nitzschia subcurvata (Hasle) Fryxell
- Pseudo-nitzschia subfraudulenta (G.R.Hasle) G.R.Hasle
- Pseudo-nitzschia subpacifica (Hasle) Hasle
- Pseudo-nitzschia turgidula (Hustedt) G.R.Hasle
- Pseudo-nitzschia turgidula (Hustedt) Hasle
- Pseudo-nitzschia turgiduloides G.R.Hasle

Selon NCBI (14 déc. 2010) :
- Pseudo-nitzschia americana
- Pseudo-nitzschia arenysensis
- Pseudo-nitzschia australis
- Pseudo-nitzschia brasiliana
- Pseudo-nitzschia caciantha
- Pseudo-nitzschia calliantha
- Pseudo-nitzschia cuspidata
- Pseudo-nitzschia decipiens
- Pseudo-nitzschia delicatissima
- Pseudo-nitzschia dolorosa
- Pseudo-nitzschia fraudulenta
- Pseudo-nitzschia galaxiae
- Pseudo-nitzschia granii
- Pseudo-nitzschia heimii
- Pseudo-nitzschia inflatula
- Pseudo-nitzschia mannii
- Pseudo-nitzschia micropora
- Pseudo-nitzschia multiseries
- Pseudo-nitzschia multistriata
- Pseudo-nitzschia pseudodelicatissima
- Pseudo-nitzschia pseudodelicatissima × cuspidata
- Pseudo-nitzschia pungens
  - Pseudo-nitzschia pungens var. aveirensis
- Pseudo-nitzschia seriata
  - Pseudo-nitzschia seriata f. obtusa
- Pseudo-nitzschia subcurvata
- Pseudo-nitzschia subfraudulenta
- Pseudo-nitzschia subpacifica
- Pseudo-nitzschia turgidula
- Pseudo-nitzschia turgiduloides

Selon World Register of Marine Species (14 déc. 2010) :
- Pseudo-nitzschia americana (Hasle) Fryxell, 1993
- Pseudo-nitzschia arenysensis Quijano-Scheggia, Garcés, Lundholm, 2009
- Pseudo-nitzschia australis Frenguelli, 1939
- Pseudo-nitzschia brasiliana Lundholm, Hasle & Fryxell, 2002
- Pseudo-nitzschia caciantha Lundholm, Moestrup & Hasle, 2003
- Pseudo-nitzschia calliantha Lundholm, Moestrup & Hasle, 2003
- Pseudo-nitzschia cuspidata (Hasle) Hasle emend. Lundholm, Moestrup & Hasle, 2003
- Pseudo-nitzschia decipiens Lundholm & Moestrup, 2006
- Pseudo-nitzschia delicatissima (P.T. Cleve, 1897) Heiden, 1928
- Pseudo-nitzschia dolorosa Lundhlom & Moestrup, 2006
- Pseudo-nitzschia fraudulenta (P.T. Cleve, 1897) Hasle, 1993
- Pseudo-nitzschia galaxiae Lundholm & Moestrup, 2002
- Pseudo-nitzschia granii (G.R.Hasle) G.R.Hasle, 1974
- Pseudo-nitzschia heimii Manguin
- Pseudo-nitzschia inflatula (G.R.Hasle) G.R.Hasle, 1993
- Pseudo-nitzschia linea Lundholm, Hasle & Fryxell, 2002
- Pseudo-nitzschia lineola (Cleve) Hasle
- Pseudo-nitzschia mannii Amato & Montresor, 2008
- Pseudo-nitzschia micropora Priisholm, Moestrup & Lundholm, 2002
- Pseudo-nitzschia multiseries (Hasle, 1974) Hasle, 1995
- Pseudo-nitzschia multistriata (Takano, 1993) Takano, 1995
- Pseudo-nitzschia obtusa (Hasle) Hasle & Lundholm, 2005
- Pseudo-nitzschia prolongatoides (G.R. Hasle) G.R. Hasle
- Pseudo-nitzschia pseudodelicatissima (Hasle) Hasle, 1993
- Pseudo-nitzschia pungens (Grunow ex P.T. Cleve, 1897) Hasle, 1993
- Pseudo-nitzschia pungiformis (Hasle) Hasle, 1993
- Pseudo-nitzschia roundii Hernandez-Becerril & Diaz-Almeyda, 2006
- Pseudo-nitzschia seriata (P.T. Cleve, 1883) H. Peragallo in H. & M. Peragallo, 1900
- Pseudo-nitzschia subcurvata (G.R. Hasle) G.A. Fryxell
- Pseudo-nitzschia subfraudulenta (Hasle) Hasle, 1993
- Pseudo-nitzschia subpacifica (Hasle) Hasle, 1993
- Pseudo-nitzschia turgidula (Hustedt, 1958) Hasle, 1993
- Pseudo-nitzschia turgiduloides (G.R. Hasle) G.R. Hasle

Selon ITIS (14 déc. 2010) :
- Pseudo-nitzschia antarctica Manguin
- Pseudo-nitzschia australis Freng.
- Pseudo-nitzschia delicatissima (Cleve) Heiden in Heiden & Kolbe
- Pseudo-nitzschia heimii Manguin
- Pseudo-nitzschia lineola (Cleve) Hasle
- Pseudo-nitzschia multiseries (Hasle) Hasle
- Pseudo-nitzschia prolongatoides (Hasle) Hasle
- Pseudo-nitzschia pseudodelicatissima (Hasle) Hasle
- Pseudo-nitzschia pungens (Grunow ex Cleve) Hasle
- Pseudo-nitzschia seriata (Cleve) H. Perag. in H. Perag. & Perag.